# Destry Rides Again (1939)
Destry Rides Again is een Amerikaanse western uit 1939 onder regie van George Marshall. Destijds werd de film in Nederland uitgebracht onder de titel De wilde engel.

## Verhaal
Na een spelletje poker wordt de sheriff van een stadje in het Wilde Westen vermoord. De inwoners halen er Destry bij om de dader op te knopen. Hij gebruikt daarbij geen wapens.

## Rolverdeling
| Acteur            | Personage                   |
| ----------------- | --------------------------- |
| Marlene Dietrich  | Frenchy                     |
| James Stewart     | Thomas Jefferson Destry jr. |
| Charles Winninger | Washington Dimsdale         |
| Brian Donlevy     | Kent                        |
| Mischa Auer       | Boris Callahan              |
| Una Merkel        | Lily Belle Callahan         |
| Irene Hervey      | Janice Tyndall              |
| Jack Carson       | Jack Tyndall                |
| Allen Jenkins     | Gyp Watson                  |
| Warren Hymer      | Bugs                        |